# Sarah Hyland
Sarah Jane Hyland (New York, 24 november 1990) is een Amerikaanse actrice. Ze is vooral bekend uit de ABC-comedyserie Modern Family, waarin ze de rol van Haley Dunphy vertolkt.
Als jeugdactrice vertolkte ze onder meer de rol van Molly in The Object of My Affection. Van 2007 tot 2009 had ze de rol van Maddie Healy in Lipstick Jungle. In 2001 en 2009 vertolkte ze gastrollen in Law & Order: Special Victims Unit. In 2004 had ze een bijrol in Spanglish. In 2011 was ze te zien in de Disney Channel Original Movie Geek Charming als Dylan Schoenfield.
Sarah Hyland is heeft daarnaast ook nog meerdere keren op Broadway gestaan. Haar debuut was in 2002 als Annie in de musical Annie. In 2006 was ze te zien in de musical Grey Gardens als Jacqueline Bouvier (1941). In 2024 speelde ze de rol van Aubrey in Little Shop of Horrors, deze rol was Off-Broadway. In 2025 was ze weer te zien op Broadway als de rol van Daisy Buchanan in The Great Gatsby.
Met de rest van de andere acteurs van Modern Family won ze vier keer een Screen Actors Guild Award voor beste ensemble in een komedieserie.

## Filmografie
| Jaar         | Titel                                                              | Rol                | Opmerking              |
| ------------ | ------------------------------------------------------------------ | ------------------ | ---------------------- |
| 1997         | A Tall Winter's Tale                                               | Elizabeth          |                        |
| 1997         | Private Parts                                                      | Howard's daughter  |                        |
| 1998         | The Object of My Affection                                         | Molly              |                        |
| 1998         | Advice from a Caterpillar                                          | Lizbeth            |                        |
| 1999         | Cradle Will Rock                                                   | Silvano – Giovanna |                        |
| 1999         | Annie                                                              | Molly              |                        |
| 2000         | Joe Gould's Secret                                                 | Elizabeth Mitchell |                        |
| 2000         | The Audrey Hepburn Story                                           | Audrey Hepburn     |                        |
| 2002         | The Empath                                                         | Young Christine    |                        |
| 2004         | Spanglish                                                          | Sleepover friend   |                        |
| 2007         | Blind Date                                                         | Child              | Stem                   |
| 2008-2009    | Lipstick Jungle                                                    | Maddie Healy       |                        |
| 2009-2020    | Modern Family                                                      | Haley Dunphy       |                        |
| 2010         | Monster Heroes                                                     | Delilah            |                        |
| 2010         | Cougars, Inc.                                                      | Courtney           |                        |
| 2011         | Conception                                                         | Tracey             |                        |
| 2011         | Geek Charming                                                      | Dylan Schoenfield  |                        |
| 2011         | Cougars Inc.                                                       | Courtney           |                        |
| 2012         | Struck by Lightning                                                | Claire Mathews     |                        |
| 2013         | Scary Movie 5                                                      | Mia                |                        |
| 2013         | April Apocalypse                                                   | Samm               |                        |
| 2013         | Bonnie & Clyde                                                     | Blanche Barrow     |                        |
| 2013         | Call Me Crazy; A Five Film                                         | Grace              |                        |
| 2014         | Vampire Academy                                                    | Natalie Dashkov    |                        |
| 2014         | Date and Switch                                                    | Ava                |                        |
| 2015         | See You in Valhalla                                                | Johana Burwood     | Ook producer           |
| 2015         | The Lion Guard: Return of the Roar                                 | Tiifu              | Stem                   |
| 2016         | Satanic                                                            | Chloe              |                        |
| 2016         | Lego DC Comics Super Heroes: Justice League – Gotham City Breakout | Batgirl            | Stem                   |
| 2016         | XOXO                                                               | Krystal            | Ook executive producer |
| 2017         | Dirty Dancing                                                      | Lisa Houseman      |                        |
| 2017         | Dimension 404                                                      | Chloe              |                        |
| 2019         | The Wedding Year                                                   | Mara Baylor        |                        |
| 2019 - heden | Love Island USA                                                    | Haarzelf           | Presentatrice          |
| 2022         | My Fake Boyfriend                                                  | Kelly              |                        |
| 2022         | Pitch Perfect: Bumper in Berlin                                    | Heidi              |                        |
| 2022         | Play-Doh Squished                                                  | Haarzelf           | Presentatrice          |

- Gemeinsame Normdatei: 1011846624
- International Standard Name Identifier: 0000 0000 4709 1932
- Library of Congress Control Number: no2007068523
- MusicBrainz: 7d015ab0-a822-4174-b446-3a9b1644099e
- Nationale Bibliotheek van Israël: 987012384810005171
- Virtual International Authority File: 61324526
- WorldCat: E39PBJwmYWVjM8GDdT3jtPHpyd